# Rudolf Welskopf
August Rudolf Welskopf (* 26. August 1902 in Borstel; † 17. Januar 1979 in Ost-Berlin) war ein deutscher Widerstandskämpfer gegen den Nationalsozialismus.

## Leben
Welskopf wuchs mit sechs Geschwistern einer Kleinpächter- und Gemüsehändlerfamilie im Alten Land auf. Wegen der sozialen Not seiner Familie musste er bereits als Zehnjähriger bei Bauern in der Umgebung als Hütejunge arbeiten. Nach der Volksschule arbeitete er einige Zeit als Knecht. 1917 begann er eine Ausbildung als Zimmermann. Nach der Gesellenprüfung ging er von 1921 bis 1924 auf Wanderschaft und wurde in dieser Zeit auch gewerkschaftlich aktiv. 1925 wurde er Mitglied der SPD und heiratete in Buxtehude Alma Olga Bestehorn, mit der er zwei Kinder hatte. 1929 erbaute er ein Haus für sich und seine Familie. Als Folge der Weltwirtschaftskrise war er längere Zeit ohne Erwerbsarbeit, konnte den Kredit für das Haus nicht mehr bedienen, das Haus wurde zwangsversteigert und die Familie geriet zeitweise in Obdachlosigkeit.
1930 verließ Welskopf die SPD, „weil sie ihm im Widerstand gegen die Nazis zu lasch war“, und schloss sich der KPD an, da diese wesentlich konsequenter gegen die Verelendung großer Bevölkerungsteile und gegen die zunehmende Faschisierung der Gesellschaft auftrat. Im Februar 1933 wurde Welskopf für zwei Monate im Gerichtsgefängnis Stade in „Schutzhaft“ genommen.
Die von Welskopf geleitete Widerstandsgruppe der KPD in Buxtehude wurde zerschlagen, nachdem es der Gestapo gelungen war, einen Kurier abzufangen, der durch Folter dazu gebracht wurde, den Namen von Welskopf und seinen Genossen zu verraten. Das Berliner Kammergericht tagte im März 1935 in Stade im „Buxtehuder Hochverräterprozess“ gegen Welskopf und andere. 
Rudolf Welskopf wurde als „Rädelsführer“ zu einer fünfjährigen Zuchthausstrafe verurteilt. Welskopf wurde nach seiner Verurteilung ins Zuchthaus Celle gebracht, von dort aus wurde er einem Arbeitskommando im Moor bei Zeven zugeteilt. Im August 1936 gelang ihm mit zwei anderen Häftlingen kurzzeitig die Flucht. Wegen Meuterei wurde Welskopf zu zehn weiteren Monaten Haft verurteilt. Nach der Beendigung seiner formellen Haftzeit wurde er ins Konzentrationslager Sachsenhausen deportiert. 1943 wurde er als Handwerker im KZ-Außenlager Berlin-Lichterfelde eingesetzt, das sich in der Nähe der Kaserne der Leibstandarte SS Adolf Hitler befand.
Am 27. Juli 1944 gelang ihm die Flucht aus diesem KZ-Außenlager durch die Hilfe von Elisabeth Charlotte Henrich, der in späteren Jahren als Schriftstellerin bekannten Liselotte Welskopf-Henrich, die er 1946 nach Scheidung von seiner ersten Frau heiratete. Nach der bedingungslosen Kapitulation der Wehrmacht war er zunächst kurzzeitig Polizei-Reviervorsteher und Amtsbezirksleiter in Berlin-Charlottenburg; später war er im Baustoffhandel der SBZ tätig. 1950/51 wurde er im DDR-Ministerium für Schwerindustrie mit dem Aufbau eines Bergungsbetriebes für Schrott und andere Wertstoffe beschäftigt. Von 1951 bis 1962 war er Verwaltungsleiter bei der Reichsbahn-Bau-Union.

## Streit um Gedenktafel

Die Gedenktafel am Gebäude des Buxtehuder Stadtarchivs.

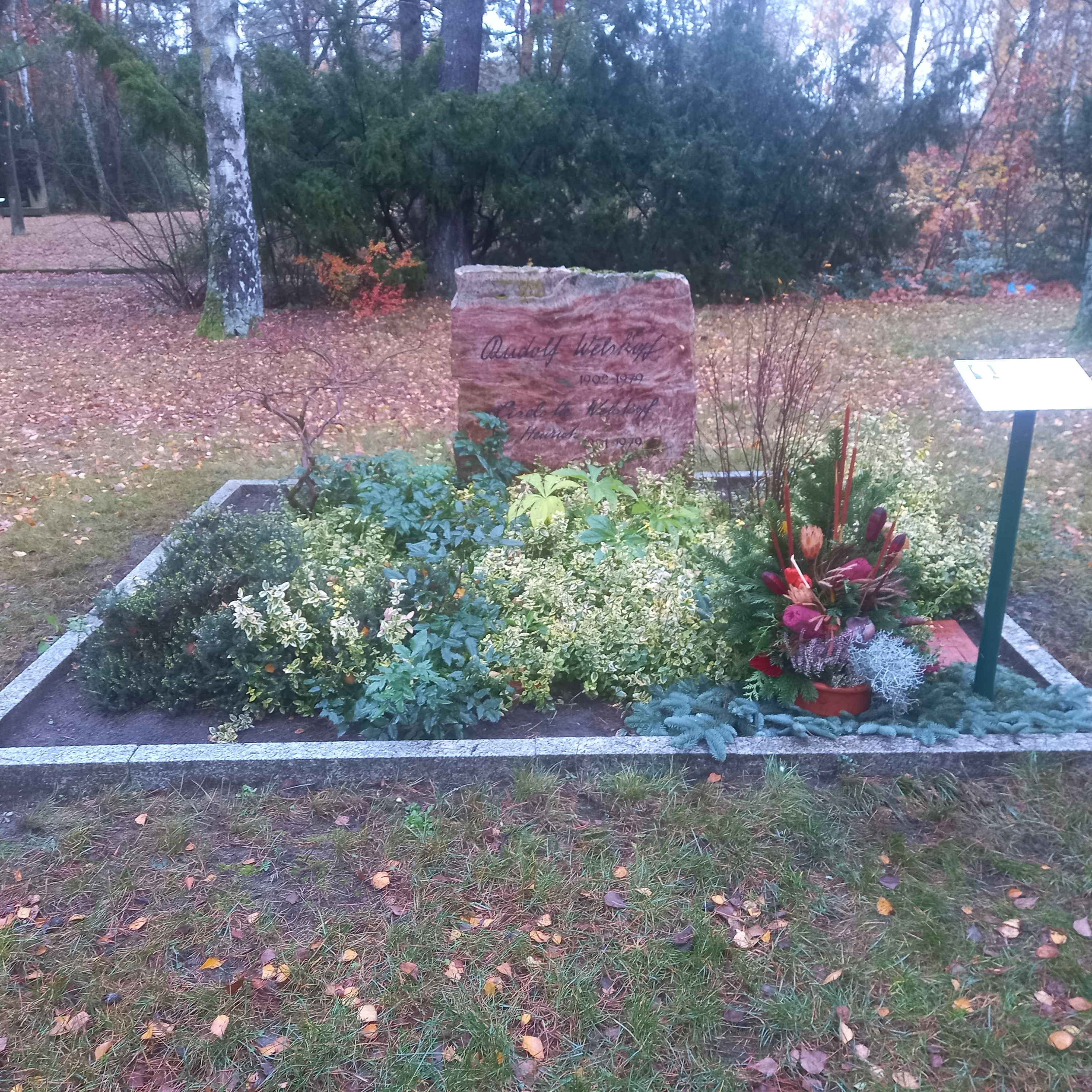
Das Grab von Rudolf Welskopf und seiner Ehefrau Liselotte Welskopf-Henrich auf dem Friedhof Adlershof in Berlin

Anlässlich des 100. Geburtstages Rudolf Welskopfs am 26. August 2002 schlug die Vereinigung der Verfolgten des Naziregimes-Bund der Antifaschisten (VVN-BdA) vor, in Buxtehude eine Gedenktafel aufzustellen. Die Buxtehuder Stadtverwaltung fragte daraufhin bei der Birthler-Behörde nach, um eine eventuelle Stasitätigkeit Welskopfs auszuschließen. Die Nachfrage ergab am 7. September 2004, dass Rudolf Welskopf zwar unter Beobachtung der Staatssicherheit gestanden hatte (vermutlich aufgrund der zahlreichen Auslandskontakte seiner Ehefrau Liselotte Welskopf-Henrich, die als Professorin für Alte Geschichte gearbeitet hatte), jedoch sich „weder in besonderer Weise für noch gegen die DDR engagiert“ habe. Dennoch kam es im Buxtehuder Stadtrat zum Streit zwischen den Befürwortern SPD und Grünen auf der einen und der FDP und CDU auf der anderen Seite, einschließlich des parteilosen Bürgermeisters Jürgen Badur, der zu der Bürgermeisterwahl auf Vorschlag der CDU hin angetreten war. Die CDU lehnte die Tafel mit der Begründung ab, dass Welskopf weder ein Demokrat noch ein Widerstandskämpfer im eigentlichen Sinne gewesen sei. Sie forderte stattdessen, eine Gedenktafel für alle Opfer des Widerstandes aufzustellen. Nachdem der Kulturausschuss wiederholt ergebnislos getagt hatte, brachte zwischenzeitlich eine linke Antifa-Gruppe eine provisorische Gedenktafel an. Nachdem die FDP der Gedenktafel doch noch zugestimmt hatte und die CDU überstimmt worden war, wurde am 9. November 2005 am Gebäude des Stadtarchivs am Stavenort 5, der Adresse, unter der Welskopf 1934 zuletzt in Buxtehude gewohnt hatte, die offizielle Gedenktafel angebracht. Die Inschrift lautet: Im Haus Stavenort 5 wohnte 1934 Rudolf Welskopf (1902–1979), der mit seiner Gruppe 1933–1934 gegen das nationalsozialistische Regime Widerstand leistete und dafür 5 Jahre Zuchthaus und 4 Jahre Konzentrationslager ertragen musste.